# Transkripce (lingvistika)
Transkripce v lingvistice představuje:
1. zápis řeči pomocí vhodných zvolených znaků tak, že východiskem je zvuková podoba jazyka
2. přepis textu z jednoho písma do druhého.

Používá se např. pro přepis výslovnosti cizích slov a jmen ve slovnících, zeměpisných názvů na mapách a v médiích či pro přepis výslovnosti v lingvistických textech. To, že je založena na výslovnosti, má za následek, že konkrétní schéma transkripce odráží nejen zdrojové a cílové písmo, ale i zdrojový a cílový jazyk. Důraz na výslovnost také odlišuje transkripci od transliterace, která se snaží zachovat pokud možno kompletní informaci o původním pravopisu v původním písmu.

## Transkripce ve fonetice a fonologii
Pro zápis zvukové stránky jazyka se ve fonetice a fonologii používají následující typy fonetické transkripce:
Fonetická transkripce se snaží o co nejpřesnější záznam výslovnosti, zapisuje se obvykle do hranatých závorek:
- [kɲiːʃka] nebo [kňíška]

Fonetická transkripce se často používá například v dvojjazyčných slovnících.
Fonologická transkripce je přepis textu pomocí fonémů, který neodpovídá zcela přesně výslovnosti. Obvykle se zapisuje mezi lomítka. Pro zápis jednotlivého fonému se používá znak odpovídající alofonu, který je považován za základní způsob výslovnosti:
- /kɲiːʒka/ nebo /kňížka/

Morfonologická transkripce zaznamenává stavbu slov na úrovni morfonémů. Obvykle se zapisuje mezi složené závorky. Příklad ukazuje způsob morfonologické transkripce kmenového morfému, v jehož rámci dochází ke střídání fonémů v tvarech knih-a – kniz-e – kniž-ní – kníž-ka. V uvedeném příkladu dochází ke strídání hlásek v rámci dvou morfonémů:
- kɲ-{ɪ, iː}-{ɦ, z, ʒ}- nebo kň-{i, í}-{h, z, ž}-

Je-li třeba odlišit grafický zápis používaný v daném jazyce podle příslušných pravidel pravopisu, je možné umístit text mezi ostré závorky:
- <knížka>

Pro přepis zvukové stránky jazyka se používají znaky fonetické abecedy, nejčastěji mezinárodní fonetické abecedy (IPA) nebo americké (APN, APA) anebo – jak je obvyklé v českém prostředí – znaky národní abecedy, kterou daný jazyk (čeština) používá, doplněné podle potřeby o znaky jiné.

## Přepis mezi různými písmy

### Příklady
- Transkripce z (ruské) cyrilice do latinky: Чайковский lze přepsat jako Čajkovskij (do češtiny), Chaikovsky (do angličtiny), Tschaikowskij (do němčiny), Tchaikovski (do francouzštiny) atd.
- Běžná transkripce jména ruského města Екатеринбург do češtiny je Jekatěrinburg. Oficiální transliterace do latinky podle doporučení OSN je Ekaterinburg.
- Transkripce z řečtiny do latinky obvykle nerozlišují řecká písmena ι, η a υ, která se dnes všechna vyslovují [i]. Naproti tomu transliterace potřebuje tato písmena rozlišit (např. jako i-î-u nebo i-î-y), aby bylo možné rekonstruovat původní řecký pravopis.
- Ču-mu-lang-ma feng nebo Zhūmùlǎngmǎ fēng jsou možné přepisy čínského 珠穆朗玛峰 (místní název pro Mount Everest).
- Chuang-che je český přepis názvu řeky v Číně (v překladu Žlutá řeka).
- Naopak město Praha se podle své anglické výslovnosti (pra:g) přepíše do čínštiny foneticky jako 布拉格 (a po zpětné transkripci do latinky dostaneme Bùlāgē, popř. Pu-la-ke).
- Dilí nebo Dillī jsou možné transkripce indického दिल्ली (název hlavního města Indie).

### Transkripce do latinky

#### Zlatinky
Výjimečně se provádí transkripce i mezi dvěma abecedami, které obě využívají stejné písmo. Důvodem bývají technické obtíže se zadáváním, zobrazováním a tiskem znaků, které se v cílovém jazyce nevyskytují, výjimečně též velký rozdíl mezi výslovností určité skupiny znaků ve zdrojovém a v cílovém jazyku. Do prvně jmenované kategorie patří odstraňování či nahrazování cizokrajných diakritických znamének (např. è → e, ñ → ň), ale také nahrazování znaků, které jsou specifické pro určitý jazyk a nepodobají se ostatním písmenům (např. islandské ð a þ lze nahradit dh, resp. th). Do druhé kategorie patří např. příležitostné přepisování albánského Hoxha (jméno někdejšího albánského diktátora) do češtiny jako Hodža.

#### Zcyrilice
Přestože abecedy založené na cyrilici používá řada navzájem velmi vzdálených jazyků, většina transkripčních schémat vychází z výslovnosti v ruštině. Většina transkripčních schémat z cyrilice do latinky se shoduje v přepisu následujících znaků:
| а | б | г | д | з | к | л | м | н | о | п | р | с | т | у | ф |
| a | b | g | d | z | k | l | m | n | o | p | r | s | t | u | f |

Transkripce znaků, které nejsou běžně dostupné ve všech abecedách postavených na latince, bývá ovlivněna cílovým jazykem:
| cílový jazyk  | в | ж   | х  | ц  | ч    | ш   | щ       | ю   | я  |
| čeština       | v | ž   | ch | c  | č    | š   | šč      | ju  | ja |
| angličtina    | v | zh  | kh | ts | ch   | sh  | shch    | yu  | ya |
| němčina       | w | sch | ch | c  | tsch | sch | schtsch | ju  | ja |
| francouzština | v | j   | h  | ts | tch  | ch  | chtch   | iou | ia |

Uvedená pravidla se nejčastěji používají pro transkripci jmen známých osobností v médiích, méně žádoucí je takto nejednotné přepisování zeměpisných názvů na mapách. Lingvistické publikace obvykle nepoužívají transkripci, ale transliteraci, přičemž ve výše uvedených případech jsou velmi blízko českému přepisu (liší se však např. přepisem х, které se přepisuje jedním znakem buď jako h, nebo jako x). Blízko k českému přepisu má také doporučení OSN (vydané na základě návrhu někdejší sovětské vlády), jehož cílem je sjednotit přepis ruských vlastních jmen do latinky. Transkripce jmen (obyčejných) žijících osob se obvykle řídí přepisem, který mají uveden v cestovním pase. Ruští úředníci, kteří pasy vydávají, se při transkripci neřídí jednotnými pravidly, nejčastěji lze však pozorovat vliv anglického a francouzského pravopisu. Znaky, jejichž transkripce naopak závisí na zdrojovém jazyku, zahrnují následující
| zdrojový jazyk | и | ы | і | г | ъ | щ  |
| ruština        | i | y | – | g | " | šč |
| ukrajinština   | y | – | i | h | – | šč |
| běloruština    | – | y | i | h | " | šč |
| bulharština    | i | – | – | g | ă | št |

Zvláštní kapitolou je srbština, která umožňuje použití cyrilice i latinky a definuje vzájemně jednoznačné zobrazení
mezi oběma abecedami.

#### Zřečtiny
Řecká abeceda je úzce svázána s jediným jazykem, řečtinou. Vzhledem k dlouhé historii tohoto jazyka se ovšem liší zvyklosti pro transkripci starověkých písemných památek (včetně jmen hrdinů řeckých bájí) od transkripce novořečtiny (např. současných zeměpisných názvů). Řečtina má poměrně složitý pravopis, takže transkripce (s důrazem na výslovnost) se nutně bude lišit od transliterace (s důrazem na pravopis).
Většina transkripčních schémat z (novo)řečtiny do latinky se shoduje v přepisu následujících znaků:
| α | γ | δ | ε | ζ | θ  | κ | λ | μ | ν | ξ | ο | π | ρ | σ | τ | φ | ψ  | ω |
| a | g | d | e | z | th | k | l | m | n | x | o | p | r | s | t | f | ps | o |

Výjimkou ovšem mohou být některé skupiny znaků, např. μπ se čte b na začátku slova a mb uprostřed, ντ se čte na začátku d a uprostřed nd, γε se čte je, γκ se čte g, ale γκε se čte nkje, γγ se čte ng, ale γγε se čte nje atd. Díky změkčené výslovnosti γ před některými samohláskami tak narazíme nejen na přepis Agios Nikolaos (Αγιος Νικολαος, Svatý Mikuláš), ale též Ajios Nikolaos, Ayios Nikolaos apod. Skupina τζ se čte dz, ale zřídkakdy se to projevuje při transkripci. Písmeno beta (β) se někdy přepisuje jako b, někdy (díky své současné výslovnosti) jako v. Písmeno χ se obvykle přepisuje jako h, ale v českém kontextu je (opět díky výslovnosti) běžnější přepis ch.
Zvuk odpovídající českému i lze v řečtině zapsat pěti způsoby: ι, η, υ, ει, οι. Některá schémata přepisují všechny tyto skupiny jako i, některá ponechávají původní pravopis u ei a oi, některá odlišují υ (jako y nebo u) a úplná transliterace odlišuje (různými způsoby) i η. Podobně je to s αι, které se čte (a někdy též přepisuje) jako e. Skupiny αυ a ευ se čtou af, resp. ef, což je také jedna z používaných transliterací. Alternativně se používá av, ev nebo au, eu. Skupina ου se čte a někdy přepisuje u, alternativní přepis je ou.
Diakritická znaménka, kterými se v řečtině volitelně vyznačuje přízvuk a některé další jevy, se obvykle do latinky nepřepisují (alespoň pokud jde o transkripci a ne transliteraci).

#### Zarabského písma
Arabské písmo se používá vedle arabštiny pro zápis několika indoevropských (např. perština, paštština, urdština) a turkických (např. ujgurština) jazyků. Za částečný mezinárodní standard pro transkripci arabštiny (zejména u zeměpisných názvů) lze považovat anglický a francouzský přepis, protože mu (často vzhledem ke své koloniální historii) dávají přednost arabsky mluvící země.
V samotné arabštině najdeme řadu hlásek, které indoevropské jazyky neznají, takže při transkripci je potřeba najít jejich nejbližší ekvivalent; není pak výjimkou, že skupině znaků odpovídá jediný zdrojový znak, nebo že se některý zdrojový znak při přepisu úplně ztratí. Bezproblémové z tohoto hlediska jsou následující znaky:
| ب | ت | ث  | د | ر | ز | س | ف | ك | ل | م | ن | ه |
| b | t | th | d | r | z | s | f | k | l | m | n | h |

Další znaky se vyslovují způsobem, který Evropan jen obtížně odliší od výslovnosti některých výše jmenovaných, a přepisují se proto obvykle stejným písmenem. Z transkripce arabštiny proto nelze zpětně získat původní pravopis:
| ح | ذ | ص | ض | ط | ظ |
| h | d | s | d | t | z |

Obvyklou skupinu znaků, jejichž přepis se liší v závislosti na cílovém jazyku, tvoří ج (do češtiny dž, do angličtiny a francouzštiny j, při přepisu z egyptské arabštiny kvůli odlišné výslovnosti g), خ (do češtiny ch, do angličtiny a francouzštiny kh), ش (do češtiny š, do angličtiny sh, do francouzštiny ch), غ (do češtiny g nebo gh, do angličtiny gh, do francouzštiny rh) a ق (do češtiny k, do angličtiny a francouzštiny q).
Arabština obvykle nezapisuje krátké samohlásky (i když na to má prostředky). Protože transkripce má aproximovat výslovnost, v přepisu by samohlásky chybět neměly. Na rozdíl od některých jiných písem proto arabštinu nedokáže přepsat člověk, který neumí arabsky, jen s použitím převodní tabulky. Spisovná arabština rozlišuje pouze tři samohlásky (a, i a u), ale v transkripcích se často objevuje i e, kterému má výslovnost některých arabských dialektů blíže. Tři dlouhé samohlásky se zapisují pomocí znaků, které v jiném kontextu představují souhlásky či polosamohlásky: ا (samohláska ā, o souhlásce viz níže), ى (samohláska ī, souhláska j (při přepisu do češtiny) neboli y (při přepisu do angličtiny)) a و (samohláska ū, souhláska w).
Písmeno álif (ا) jako souhláska představuje ráz, který předchází samohlásce, jež je z pohledu latinky „na začátku slova“. V důsledku toho se nepřepisuje, i když to vypadá, jako by jeho ekvivalentem byla samohláska a, i nebo u. Také souhláska ع se vyslovuje jako Evropanem těžko zvládnutelný hrdelní zvuk a při přepisu se buď úplně vynechává, nebo se přepisuje různými apostrofy, v odborněji laděných kontextech se používá znak ʿ : al-ʿIrāq. Apostrofem se přepisuje nebo se vypouští také znak hamza, který se objevuje samostatně nebo nad a pod dlouhými samohláskami: ء ,ؤ ,إ ,ئ ,أ.
V transkripci arabštiny lze objevit i další jevy, ke kterým je potřeba znalost jazyka: např. zdvojená písmena (v původním arabském textu zdvojená nejsou) či upravený člen před konkrétními souhláskami (název letoviska شرم الشىخ se vyslovuje a přepisuje Šarm aš-Šajch, přestože v původním arabském pravopisu není aš, ale al).
Nearabské jazyky používající arabské písmo většinou nemají řadu specificky arabských hlásek, příslušná písmena se v nich ale stejně vyskytují např. v běžných muslimských jménech (Muhammad). Bývají v nich lépe vyznačeny krátké samohlásky. A samozřejmě mají své vlastní souhlásky, které arabština nemá a kvůli nimž bylo nutné původní arabské písmo rozšířit. Nejběžnější jsou následující: پ (p), چ (č) a گ (g).

#### Zhebrejského písma
Ani hebrejština obvykle nezaznamenává samohlásky. Na rozdíl od spisovné arabštiny se v hebrejštině můžeme setkat i se samohláskami e a o. V hebrejštině navíc pro některé znaky existuje dvojí výslovnost, ražená a třená, kterou je při přepise třeba zohlednit.
Upravené hebrejské písmo se také používá pro zápis jidiš a některé formy aramejštiny a mandejštiny.
| א | ב | ג | ד | ה | ו | ז | ח  | ט | י | כ  | ל | מ | נ | ס | ע | פ | צ | ק | ר | ש | ת |
| ' | b | g | d | h | v | z | ch | t | j | k  | l | m | n | s | ' | p | c | k | r | š | t |
|   | v |   |   |   |   |   |    |   |   | ch |   |   |   |   |   | f |   |   |   | s |   |
|   |   |   |   |   |   |   |    |   |   |    |   |   |   |   |   |   |   |   |   |   |   |

Znaky א a ע se vyslovují jako ráz, které se na začátku slova obvykle nepřepisují vůbec (přepsané slovo pak začíná samohláskou), uprostřed slova se rovněž vynechávají nebo zvýrazňují apostrofy.

#### Zčínského písma
Čínské písmo využívá repertoár desetitisíců znaků, takže při přepisu do jiného písma se téměř jistě část informace ztratí. Transkripce více než kde jinde závisí na zdrojovém jazyku, protože tentýž znak se jinak vyslovuje v (mandarínské) čínštině, jinak v kantonštině, jinak ve tchajwanštině a jinak třeba v japonštině.
Pokud jde o přepis ze samotné čínštiny, její fonetický systém je relativně jednoduchý. Každý znak odpovídá právě jedné slabice, která se skládá z počáteční souhlásky (iniciály) a z koncovky, která je tvořena jednou nebo více samohláskami a v některých případech ještě koncovým [n], [ng] nebo [r]. Slabika dále může mít jeden ze čtyř tónů nebo být tónově neutrální. Existuje několik systémů přepisu čínštiny do latinky, které většinou respektují repertoár iniciál, koncovek a tónů, takže správně přepsaný text lze převádět z jednoho systému do druhého. Ve světě nejrozšířenější je systém pinyin (též hanyu pinyin), podporovaný vládami ČLR a Singapuru, dále tongyong pinyin doporučený na Tchaj-wanu, Wade-Gilesova transkripce a český přepis Oldřicha Švarného (s platností od 1. 1. 2009 byl na Tchaj-wanu uzákoněn jako jediný oficiální přepis také hanyu pinyin).
Tóny se většinou vyznačují jen v lingvisticky orientovaných publikacích a běžná média (např. při přepisu jmen čínských osobností) je ignorují. Vzhledem k tomu, že odborné publikace (i české) používají téměř výhradně mezinárodně uznávaný pinyin, zřídkakdy se setkáme s tóny vyznačenými v jiných transkripčních systémech.
Kromě otázky, jak zapisovat jednotlivé iniciály a koncovky a zda a jak vyznačit tóny, musí transkripce čínštiny stanovit i další pravidla pro dělení slov (čínština mezery mezi slovy nedělá), značení hranic slabik uvnitř slov tam, kde by mohlo dojít k chybnému čtení, a pravidla pro psaní velkých písmen. Jména, která byla do čínštiny foneticky přepsána z latinky, se obvykle přepisují z čínštiny do svého původního pravopisu a k čínské výslovnosti se nepřihlíží: např. Washington se tedy nepřepisuje do pinyinu jako Huáshèngdùn, což by normálně odpovídalo čínským znakům, kterými se zapisuje.
Pro přepis z kantonštiny je de-facto standardem systém vyvinutý na Yaleově univerzitě, pro japonštinu se používá systém rómadži (skupinový název) podporovaný samotnými Japonci (i když pravidla českého pravopisu doporučují i zde odchylky pro citovaná slova uvnitř českého textu; pokud se nejedná o ustálený pravopis, je lépe používat přepis podle systému čekošiki rómadži a vyhýbat se přepisu, určeného pro anglicky mluvící hebonšiki rómadži nebo jiným přepisům, původně určeným pro jiné jazyky).
Následující tabulka obsahuje přepis nejběžnějších čínských znaků některými jmenovanými systémy.
| zjednodušený znak | 的               | 国     | 一      | 中    | 十      | 年   | 业             | 和  | 在   | 资          | 外    | 大      | 发      | 百   | 了           | 经         | 有   | 为      | 三   | 会          | 新     | 分      | 二  | 出    | 进           | 九      | 行     | 人       | 家  | 日   |
| tradiční znak     | 的               | 國     | 一      | 中    | 十      | 年   | 業             | 和  | 在   | 資          | 外    | 大      | 發      | 百   | 了           | 經         | 有   | 為      | 三   | 會          | 新     | 分      | 二  | 出    | 進           | 九      | 行     | 人       | 家  | 日   |
| pinyin            | de               | guó    | yī      | zhōng | shí     | nián | yè             | hé  | zài  | zī          | wài   | dà      | fā      | bǎi  | le           | jīng       | yǒu  | wèi     | sān  | huì         | xīn    | fēn     | èr  | chū   | jìn          | jiǔ     | xíng   | rén      | jiā | rì   |
| Wade-Giles        | te               | kuo    | i       | chung | shi     | nien | yeh            | he  | cai  | ci          | wai   | ta      | fa      | pai  | le           | king       | iou  | wei     | san  | huei        | hsin   | fen     | er  | ch'u  | kin          | kiou    | hsing  | ren      | kia | ri   |
| český přepis      | te               | kuo    | i       | čung  | š'      | nien | jie            | che | caj  | c'          | waj   | ta      | fa      | paj  | le           | ťing       | jou  | wej     | san  | chuej       | sin    | fen     | er  | čchu  | ťin          | ťiou    | sing   | žen      | ťia | ž'   |
| Yale              | dī               | gwok   | yāt     | jūng  | sahp    | nìhn | yihp           | wòh | joih | jī          | ngoih | daaih   | faat    | baak | líuh         | gīng       | yáuh | wàih    | sāam | wúi         | sān    | fān     | yih | chēut | jeun         | gáu     | hàahng | yàhn     | gā  | yaht |
| český význam      | při- vlast- nění | ze- mě | je- den | střed | de- set | rok  | za- měst- nání | a   | v    | ma- je- tek | vně   | vel- ký | vy- dat | sto  | do- kon- čit | pro- sadit | mít  | dě- lat | tři  | sdru- žovat | no- vý | dě- lit | dva | vyjít | po- kro- čit | de- vět | jít    | člo- věk | dům | den  |